# Heinrich Siegmund
Heinrich Siegmund (* 30. September 1867 in Mediasch; † 22. Juli 1937 in Mediasch) war ein siebenbürgisch-sächsischer Arzt, „Rassenforscher“, Landeskonsistorialrat und Publizist.

## Leben
Heinrich Siegmund wurde als Sohn des Apothekers Dr. chem. Albert Heinrich Siegmund (1845–1872) und der jüngsten Tochter Stephan Ludwigs Roths, Carolina Maria (1848–1937), geboren. Durch den frühen Tod des Vaters erlangte der Großvater Andreas Siegmund (1815–1891), der als Seifensieder, Grundbesitzer und Händler zu den wohlhabendsten Bürgern Mediaschs gehörte, für die Finanzierung der gesamten Ausbildung des Enkels eine besondere Bedeutung. Das ererbte Vermögen gestattete ihm einen wirtschaftlich unabhängigen Lebensweg.
Nach dem Abitur 1886 am Mediascher Gymnasium studierte Siegmund in Graz Medizin und wurde Mitglied der Burschenschaft Styria und Wortführer der Siebenbürgisch-sächsischen Landsmannschaft, wechselte aber dann nach Wien. Gegen Ende des Jahres 1893 kehrte er nach Mediasch zurück und ließ sich als praktischer Arzt nieder. Er heiratete 1895 eine Tochter des Mediascher Gymnasialdirektors Gustav Friedrich Schuller. Das einzige Kind aus dieser Ehe – eine Tochter – starb im Alter von 19 Jahren.
1895 wurde Siegmund zum Stadtphysikus von Mediasch gewählt, 1920 zum Stadtoberarzt befördert. 1924 ließ er sich wegen eines Nierenleidens pensionieren.
Die besondere Bedeutung des Mannes erwächst aus seinem öffentlichen Wirken und seinen zahlreichen Schriften. 1904 trat er dem Guttemplerorden bei und wurde als überzeugter Antialkoholiker 1920 Großtempler von Rumänien. In Wort und Schrift kämpfte er gegen den Alkoholismus und machte sich damit nicht nur Freunde. Sein übertriebener Eifer gegen den Gebrauch von Fremdwörtern machte ihn sogar zuweilen lächerlich und erschwerte das Verständnis seiner Schriften.
1920 wurde Siegmund als ärztliches Mitglied des Landeskonsistoriums der Evangelischen Landeskirche Siebenbürgens berufen. Auf seine Initiative war z. B. die Einstellung von Schulärzten an den evangelischen Schulen und Gymnasien seit 1908 zurückzuführen. Auf seine Veranlassung wurde eine landeskirchliche Fürsorgestelle gegründet. Im „Evangelischen Fürsorger“ als Beilage des Amtsblatts „Kirchliche Blätter“ schuf er sich 1924 ein Sprachrohr, über das er einen breiten Kreis kirchlicher Mitarbeiter ansprechen konnte. 1937 konnte er in Hermannstadt eine ständige landeskirchliche Fürsorgeausstellung „Volksgesundheit“ nach dem Vorbild der Dresdener Hygieneausstellung eröffnen.
1902 gründete er aus eigenen Mitteln die Zeitschrift „Volksgesundheit, gemeinverständliche Monatsschrift für deutsch-ungarische Kulturpolitik“. Bereits im 1. Jahrgang dieser Zeitschrift sah er den „Untergang der Siebenbürger Sachsen“ voraus, wenn nicht eine Wandlung einsetzen würde. Oskar von Meltzl (1843–1905), damals Professor für Nationalökonomie und Finanzwissenschaft an der Hermannstädter Rechtsakademie, hatte 1884 eine „Statistik der Sächsischen Landbevölkerung in Siebenbürgen“ veröffentlicht. Darin hatte er die Auffassung vertreten, „daß man für die Zukunft des sächsischen Bauernstandes keine ernstlichen Besorgnisse zu hegen braucht.“  Meltzl war zu dieser Ansicht gelangt, weil er zu einer höheren Zunahme der sächsischen Landbevölkerung im Vergleich zu anderen gelangt war. Das galt jedoch nur für Zeit vor 1852 oder viel früher, aber keinesfalls mehr in der zweiten Hälfte des 19. Jahrhunderts. Meltzls Feststellung wurde jedoch von der Führungsschicht der Siebenbürger Sachsen kritiklos übernommen und erst nach dem Ersten Weltkrieg in Frage gestellt. Siegmund vertrat hingegen auf der Grundlage seiner Analyse der statistischen Daten die Meinung, dass der auch von Meltzl unbestrittene Schwund des sächsischen Siedlungsraumes zur völligen Verdrängung der Sachsen führen würde. Während Meltzl, die Historiker seiner Zeit und die politischen Führer der Siebenbürger Sachsen einhellig glaubten, Ungarn und Rumänen hätten nur die Lücken gefüllt, die Kriege und Seuchen einst innerhalb der deutschen Siedlungen gerissen hatten, führten nach Siegmund innere Ursachen zu Machtminderung und Niedergang der Siebenbürger Sachsen. Sein Vortrag „Vernichtung und Verdrängung im Lebenslauf des sächsischen Volkes“, gehalten 1912 auf der Jahrestagung des Vereins für siebenbürgische Landeskunde stieß auf scharfe Kritik, wurde aber dennoch von Adolf Meschendörfer zum Druck angenommen.
In seinem Hauptwerk „Deutschen-Dämmerung in Siebenbürgen (Verdrängung oder Vernichtung?)“ fasste 1931 alle Argumente zusammen, die auf den drohenden Untergang der Siebenbürger Sachsen hinwiesen. Es kam zwar bei der Besprechung des Buches zwischen Karl Kurt Klein, der die Wissenschaftlichkeit von Siegmunds Daten bezweifelte und sein Werk als "Pseudohistorie" bezeichnete und Hermann Oberth, der zugunsten der Wissenschaftlichkeit des Buches sprach, zu einem Methodenstreit, aus dem die Nachwelt noch lernen kann, obwohl das Buch in dem Jahrzehnt nach seinem Erscheinen ohne unmittelbare politische Auswirkungen blieb. 1983 konnte man jedoch im Rückblick in der „Zeitschrift für Siebenbürgische Landeskunde“ lesen: „Mit dem Abstand von zwei Generationen und nach Ereignissen, die das Gesicht Siebenbürgens grundlegend veränderten, ist festzustellen, … daß Meltzl ein gefährlicher Irrtum unterlief und Siegmund im Prinzip Recht hatte. …  Seitdem sich die Geburtenüberschüsse mit einiger Zuverlässigkeit berechnen lassen, liegen sie bei den Rumänen erheblich höher als bei den Sachsen.“

## Rassenhygieniker
1911 wurde Siegmund in Alfred Ploetz’ Gesellschaft für Rassenhygiene als Gründungsmitglied aufgenommen als Gegenleistung für seine Beförderung dessen Agenda in Siebenbürgen.
In der zweiten Auflage des Buches Sächsisches Wehr- und Mehrbuch. Ein Volksbuch führte er ein neues Kapitel, Die Aufgaben der sächsischen Rassenhygiene, ein.

## Schriften
- Sächsisches Wehr- und Mehrbuch. Ein Volksbuch. Mediasch 1914, 2. Auflage 1922
- Heinrich Siegmund: Deutschen-Dämmerung in Siebenbürgen (Verdrängung oder Vernichtung?). Hermannstadt: Honterus 1931